# Fate/strange Fake
Fate/strange Fake — ранобе по франшизі Type-Moon Fate, написане Рьоґо Нарітою та проілюстроване Морі Шизукі.
Спочатку, робота була розміщена на сайті автора під назвою «Fake/states night» 1 квітня 2008 року, представлена як пролог до рольової гри в стилі першоквітневого жарту. Текст пізніше було перевидано у формі роману у журналі TYPE-MOON Ace 2 у 2009 році, з ілюстраціями Сізукі Моріі та післямовою автора.
У 2014 році стало відомо про випуск роману і манґи. Аніме-фільм від A-1 Pictures під назвою Fate/strange Fake: Whispers of Dawn було випущено в липні 2023 року. У 2023 році було анонсовано аніме-телесеріал від студії A-1 Pictures.

## Сюжет
Історія зосереджена навколо Війни Грааля, помилково скопійованої з Третьої війни Святого Грааля у Фуюкі. Після закінчення третьої Війни Грааля організація магів зі Сполучених Штатів, незалежна від лондонської Асоціації Магів, взяла дані з Війни Грааля у Фуюкі і почала створювати власний ритуал. Через сімдесят років вони використали місто Сноуфілд як Священну землю для власної війни Грааля. Вони не змогли успішно скопіювати всі аспекти ритуалу, через що це була лише імітація, без класу Сейбер та з можливістю виклику дивних Слуг через розмиття поняття «героя».
Асоціація магів послала Ронгала та його учня Фалдеуса дослідити місто та перебіг війни. Фалдеус, шпигун з американської організації, після прибуття влаштував стрілянину по Ронгаллу, знаючи, що Ронгалл був просто маріонеткою. Він оголошує, що ця Війна Священного Грааля — справжня і вона вже почалась, що викликало обурення в Асоціації.

## Медіа
Станом на лютий 2023, серія ранобе була видана тільки японською мовою.

### Ранобе
Видано Dengeki Bunko (Kadokawa/ASCII Media Works).
| № | Дата виходу     | ISBN                   |
| - | --------------- | ---------------------- |
| 1 | 10 січня 2015   | ISBN 978-4-04-869168-0 |
| 2 | 9 травня 2015   | ISBN 978-4-04-865129-5 |
| 3 | 10 травня 2016  | ISBN 978-4-04-865763-1 |
| 4 | 8 квітня 2017   | ISBN 978-4-04-892756-7 |
| 5 | 10 квітня 2019  | ISBN 978-4-04-893519-7 |
| 6 | 10 січня 2020   | ISBN 978-4-04-912956-4 |
| 7 | 10 березня 2022 | ISBN 978-4-04-914283-9 |
| 8 | 10 лютого 2023  | ISBN 978-4-04-914820-6 |

### Манґа
Видана Type-Moon Books.
| № | Дата виходу    | ISBN                   |
| - | -------------- | ---------------------- |
| 1 | 14 січня 2016  | ISBN 978-4-04-730988-3 |
| 2 | 14 січня 2016  | ISBN 978-4-04-730989-0 |
| 3 | 23 серпня 2017 | ISBN 978-4-04-730990-6 |
| 4 | 4 жовтня 2019  | ISBN 978-4-04-730991-3 |
| 5 | 10 лютого 2022 | ISBN 978-4-04-730992-0 |